# Епізод із життя збирача металу
«Епізод із життя збирача металу» — боснійський фільм 2013 року режисера Даніса Тановича. Фільм продюсували з БіГ, Словенії та Франції лише за 35 000 KM (17 000 євро).

## Сюжет
В фільмі описується справжня подію кінця 2011 року, коли жінці в центральній Боснії було відмовлено в лікуванні, оскільки її сім'я не мала медичної страховки. Постраждала ромська сім'я у фільмі грає себе. Назіф (Назіф Муїч), Сенада (Сенада Аліманович) та їх дві маленькі доньки виживають за невеликі гроші. Назіф збирає металобрухт та розбирає старі машини, щоб продати їх на металобрухт. Коли вагітна Сенаді погано почувається, Назіф привозить її у лікарню. Там виявляють, що дитина, яку вона виношує, померла і що їй потрібно йти до спеціалізованої хірургічної клініки. Сенада не має картки, виданої державним страхуванням. Директор клініки відмовляв їй у лікуванні, поки вона не заплатила 980 марок, що було неможливою сумою для цієї бідної сім'ї. У які б двері вона не постукала, їй відмовляли.

## Ролі
Назіф Муїч, Сенада Аліманович, Сандра Муїч та Шемса Муїч

## Нагороди
- Срібний ведмідь за найкращий фільм,
- Назіф Муїч — Срібний ведмідь за кращу чоловічу роль,
- Спеціальна премія Екуменічного журі Берлінського кінофестивалю 2013 років.